# مزرعلی (ایمیشلی)
مزرعلی (به ترکی آذربایجانی: Məzrəli) یک منطقه مسکونی در جمهوری آذربایجان است که در شهرستان ایمیشلی واقع شده است. مزرعلی ۳۳۲۰ نفر جمعیت دارد.